# Nikolaj Nikolaevič di Leuchtenberg
Nikolaj Nikolaevič di Leuchtenberg (Ginevra, 17 ottobre 1868 – Sainte-Cécile-les-Vignes, 2 marzo 1928) è stato un generale russo.

## Biografia
Era il figlio primogenito di Nikolaj Maksimilianovič di Leuchtenberg, e di sua moglie morganatica, Nadežda Sergeevna Annenkova. Dalla parte paterna, Nikolaj era il nipote di Massimiliano di Leuchtenberg e della granduchessa Marija Nikolaevna Romanova.
Anche se nato da un matrimonio morganatico, Nikolaj e suo fratello Georgij ottennero, attraverso un decreto dello zar Alessandro III di Russia del 23 novembre 1890, il diritto di portare il titolo di Duca di Leuchtenburg. Trascorse l'infanzia tra la Francia e la Baviera.

## Carriera
Nikolaj entrò nella guardia imperiale russa ed è stato nominato sottotenente del prestigioso Reggimento Preobraženskij.
Nel 1912 è stato promosso a colonnello e nominato aiutante di campo. Il 12 giugno 1915 prese il comando del 12º reggimento di fanteria Turkestan.
Nel 1917, fu nominato aiutante di campo dello zar Nicola II di Russia, con il grado di colonnello.
Dopo la Rivoluzione d'ottobre, Nikolaj sostenne il movimento della Armata Bianca. Nel 1918, è stato nominato ambasciatore straordinario e plenipotenziario del capo cosacco Pëtr Nikolaevič Krasnov da Berlino. Ha poi ottenuto dal Kaiser Guglielmo II una promessa di approvvigionamento d'armi per combattere contro i bolscevichi.
Dopo la conquista della Repubblica del Don da parte dei sovietici, Nikolaj visse in esilio in Francia. 

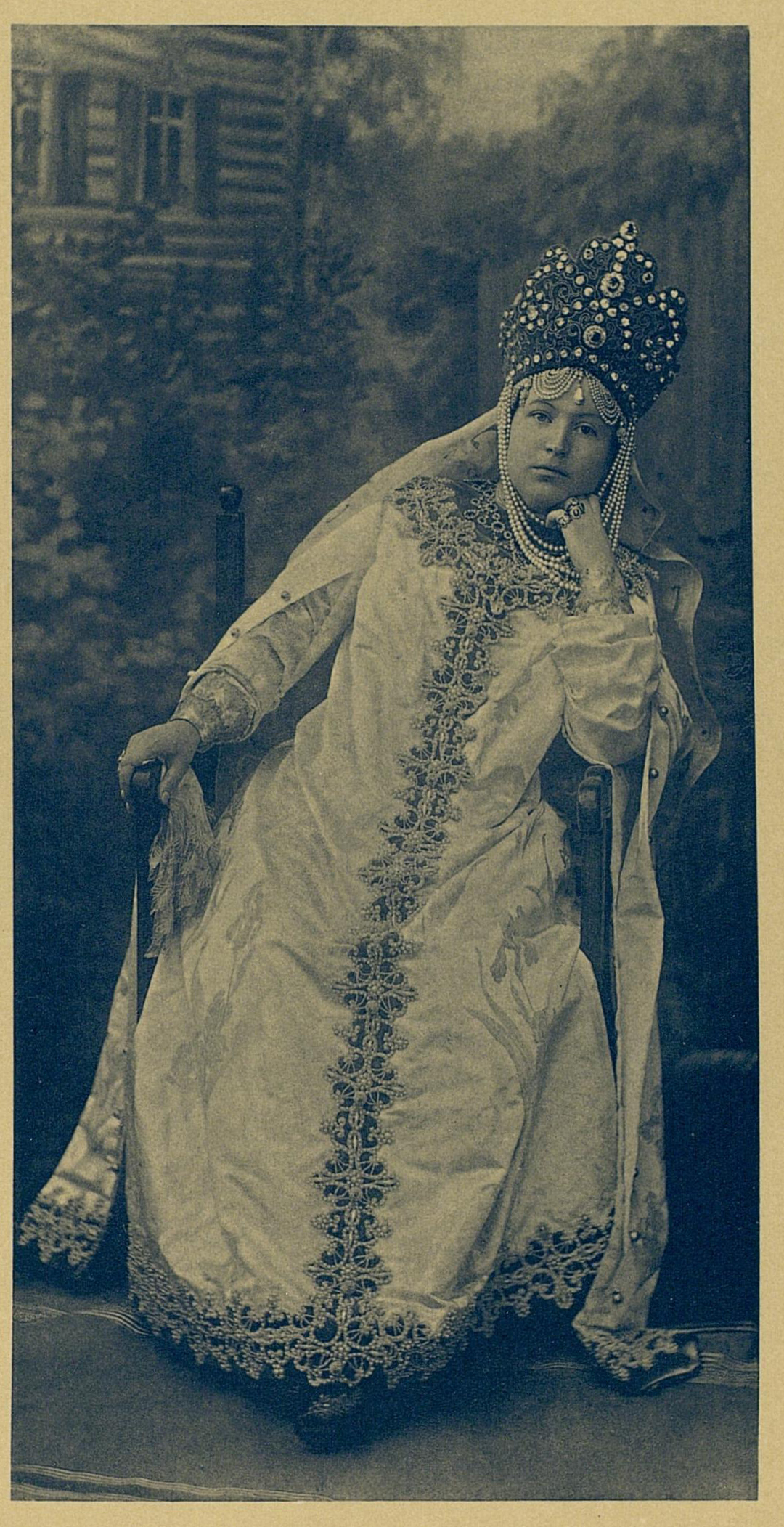
Marija Nikolevna Grabbe

## Matrimonio
Sposò, il 6 settembre 1894, Marija Nikolevna Grabbe (1869-1948), figlia del generale Nikolaj Pavlovič Grabbe. Ebbero sette figli:
- Aleksandra Nikolevna (1895-1969), sposò in prime nozze Levan Melikov e in seconde nozze Nikolaj Ivanovič Tereščenko;
- Nikolaj Nikolaevič (1896-1937);
- Nadežda Nikolevna (1898-1962), sposò Aleksandr Mogilevskij;
- Maksimilian Nikolaevič (1900-1905);
- Sergej Nikolaevič (1903-1966);
- Mikhail Nikolaevič (1905-1928);
- Marija Nikolevna (1907-1992), sposò Nikolai Mengden-Altenvog.

## Morte
Morì il 2 marzo 1928. Fu sepolto nel cimitero di famiglia nel villaggio bavarese di Enddorf.

## Ascendenza
|                                            |                                |                                    | Genitori                                  |  |  | Nonni |  |  | Bisnonni                  |  |  | Trisnonni                     |  |
|                                            |                                |                                    |                                           |  |  |       |  |  | 8. Eugenio di Beauharnais |  |  | 16. Alessandro di Beauharnais |  |
|                                            |                                |                                    |                                           |  |  |       |  |  | 8. Eugenio di Beauharnais |  |  | 16. Alessandro di Beauharnais |  |
|                                            |                                | 17. Giuseppina di Beauharnais      |                                           |  |  |       |  |  | 8. Eugenio di Beauharnais |  |  |                               |  |
| 4. Massimiliano di Leuchtenberg            |                                |                                    |                                           |  |  |       |  |  | 8. Eugenio di Beauharnais |  |  |                               |  |
|                                            |                                | 9. Augusta di Baviera              | 18. Massimiliano I Giuseppe di Baviera    |  |  |       |  |  |                           |  |  |                               |  |
|                                            |                                | 9. Augusta di Baviera              | 18. Massimiliano I Giuseppe di Baviera    |  |  |       |  |  |                           |  |  |                               |  |
|                                            |                                | 9. Augusta di Baviera              | 19. Augusta Guglielmina d'Assia-Darmstadt |  |  |       |  |  |                           |  |  |                               |  |
| 2. Nikolaj Maksimilianovič di Leuchtenberg |                                | 9. Augusta di Baviera              |                                           |  |  |       |  |  |                           |  |  |                               |  |
|                                            |                                | 10. Nicola I di Russia             | 20. Paolo I di Russia                     |  |  |       |  |  |                           |  |  |                               |  |
|                                            |                                | 10. Nicola I di Russia             | 20. Paolo I di Russia                     |  |  |       |  |  |                           |  |  |                               |  |
|                                            |                                | 10. Nicola I di Russia             | 21. Sofia Dorotea di Württemberg          |  |  |       |  |  |                           |  |  |                               |  |
| 5. Marija Nikolaevna Romanova              |                                | 10. Nicola I di Russia             |                                           |  |  |       |  |  |                           |  |  |                               |  |
|                                            |                                | 11. Carlotta di Prussia            | 22. Federico Guglielmo III di Prussia     |  |  |       |  |  |                           |  |  |                               |  |
|                                            |                                | 11. Carlotta di Prussia            | 22. Federico Guglielmo III di Prussia     |  |  |       |  |  |                           |  |  |                               |  |
|                                            |                                | 11. Carlotta di Prussia            | 23. Luisa di Meclemburgo-Strelitz         |  |  |       |  |  |                           |  |  |                               |  |
| 1. Nikolaj Nikolaevič di Leuchtenberg      |                                | 11. Carlotta di Prussia            |                                           |  |  |       |  |  |                           |  |  |                               |  |
|                                            | 12. Pyotr Avraamovich Annenkov | 24. Abraham Ivanovic Annenkov      |                                           |  |  |       |  |  |                           |  |  |                               |  |
|                                            | 12. Pyotr Avraamovich Annenkov | 24. Abraham Ivanovic Annenkov      |                                           |  |  |       |  |  |                           |  |  |                               |  |
|                                            | 12. Pyotr Avraamovich Annenkov | 25. Maria Ivanovna Gryazeva        |                                           |  |  |       |  |  |                           |  |  |                               |  |
| 6. Sergei Petrovich Annenkov               | 12. Pyotr Avraamovich Annenkov |                                    |                                           |  |  |       |  |  |                           |  |  |                               |  |
|                                            |                                | 13. Maria Dmitrievna Prozorovskaja | 26. Dmitrij Aleksandrovic Prozorovsky     |  |  |       |  |  |                           |  |  |                               |  |
|                                            |                                | 13. Maria Dmitrievna Prozorovskaja | 26. Dmitrij Aleksandrovic Prozorovsky     |  |  |       |  |  |                           |  |  |                               |  |
|                                            |                                | 13. Maria Dmitrievna Prozorovskaja | 27. Anna Ivanovna Volkonskaja             |  |  |       |  |  |                           |  |  |                               |  |
| 3. Nadežda Sergeevna Annenkova             |                                | 13. Maria Dmitrievna Prozorovskaja |                                           |  |  |       |  |  |                           |  |  |                               |  |
|                                            |                                | 14. Dmitrj Andreevich Shidlovsky   | 28. Andrej Stepanovic Shidlovsky          |  |  |       |  |  |                           |  |  |                               |  |
|                                            |                                | 14. Dmitrj Andreevich Shidlovsky   | 28. Andrej Stepanovic Shidlovsky          |  |  |       |  |  |                           |  |  |                               |  |
|                                            |                                | 14. Dmitrj Andreevich Shidlovsky   | 29. Elizaveta Petrovna Cherevina          |  |  |       |  |  |                           |  |  |                               |  |
| 7. Ekaterina Dmitrievna Shidlovskaya       |                                | 14. Dmitrj Andreevich Shidlovsky   |                                           |  |  |       |  |  |                           |  |  |                               |  |
|                                            |                                | 15. Maria Vasilievna Zemschinina   | 30. Vasily Zemshchinin                    |  |  |       |  |  |                           |  |  |                               |  |
|                                            |                                | 15. Maria Vasilievna Zemschinina   | 30. Vasily Zemshchinin                    |  |  |       |  |  |                           |  |  |                               |  |
|                                            |                                | 15. Maria Vasilievna Zemschinina   | …                                         |  |  |       |  |  |                           |  |  |                               |  |
|                                            |                                | 15. Maria Vasilievna Zemschinina   |                                           |  |  |       |  |  |                           |  |  |                               |  |